# Lilla Rimmö
Lilla Rimmö är en ö i Rönö socken i Norrköpings kommun. Ön har en yta på 74 hektar.
Johan III slog under 1500-talet läger på Lilla Rimmö på väg till Stegeborg. Då fanns ett styresmanshemman på ön. En skärbonde har sedan funnits på ön, dagens skärgårdsjordbruk är i dag ett av de största i Sverige, bete och vall utnyttjas på Risö, Äspholm, Stora Rimmö, Stora Ramsö, Trännö och Eknön. Fisket har dock förlorat sin betydelse. I början av 1900-talet uppfördes även ett pensionat på ön. På Lilla Rimmö finns även ett litet skärgårdsmuseum.